# Železniční trať Bělehrad–Záhřeb

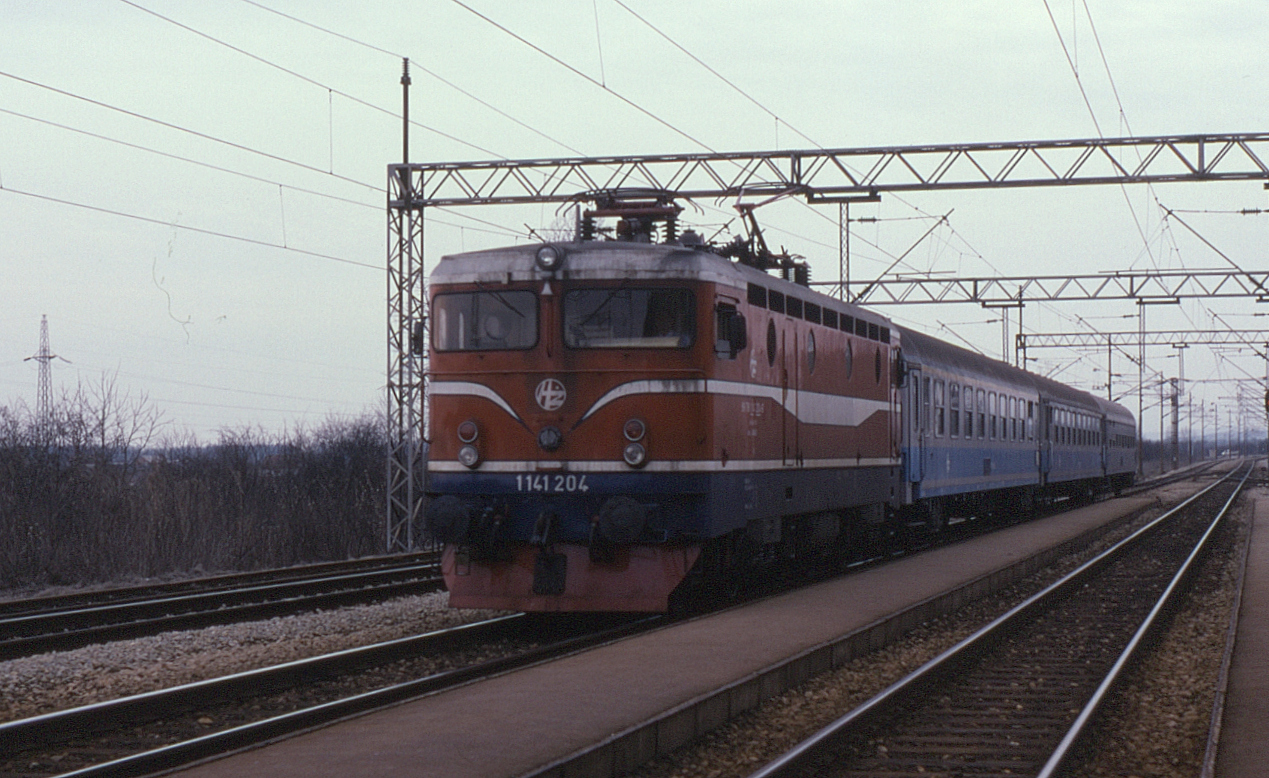
Vlak ve stanici Nova Kapela-Batina v roce 1997.

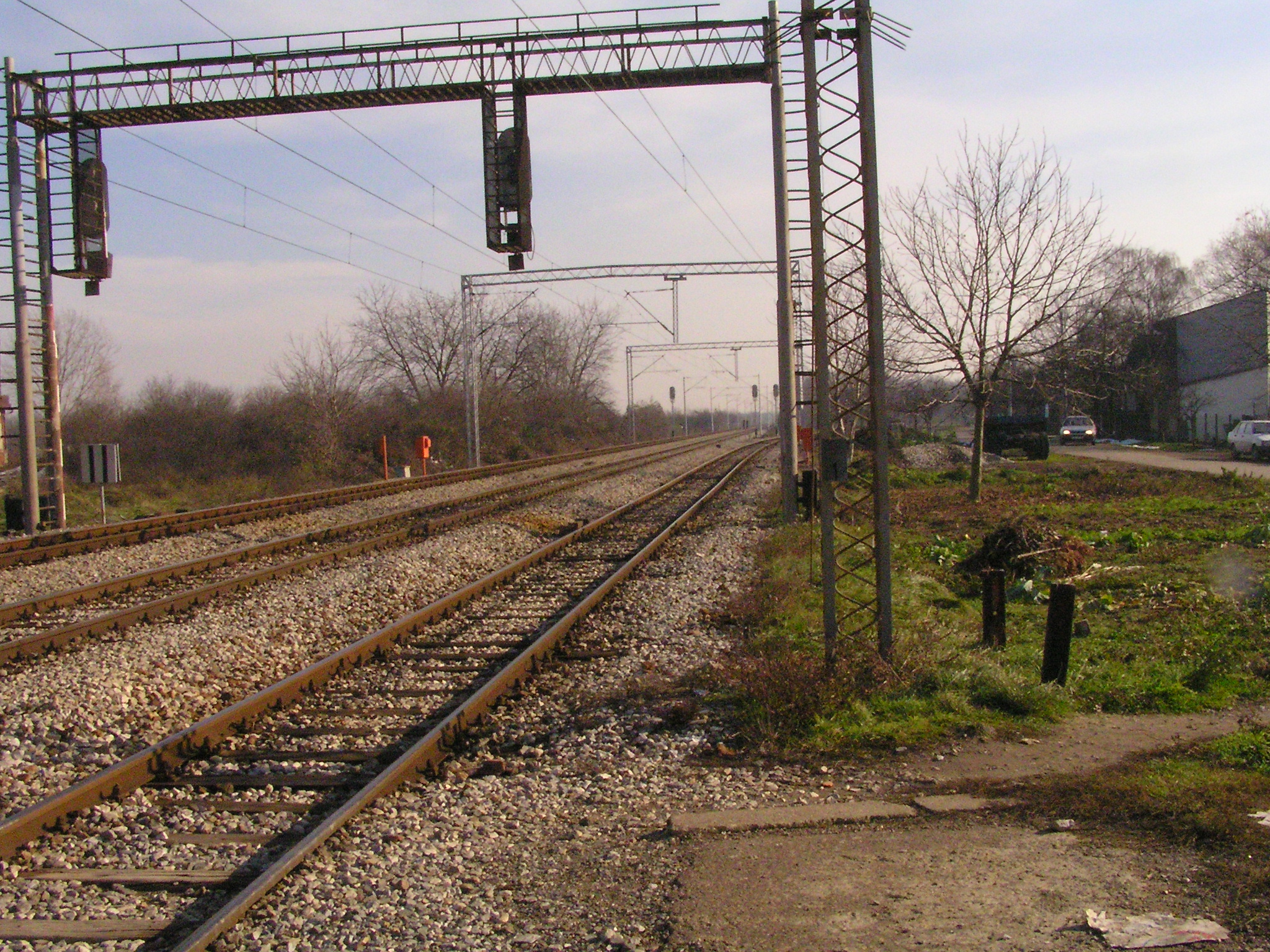
Signalizace na trati u města Vinkovci.

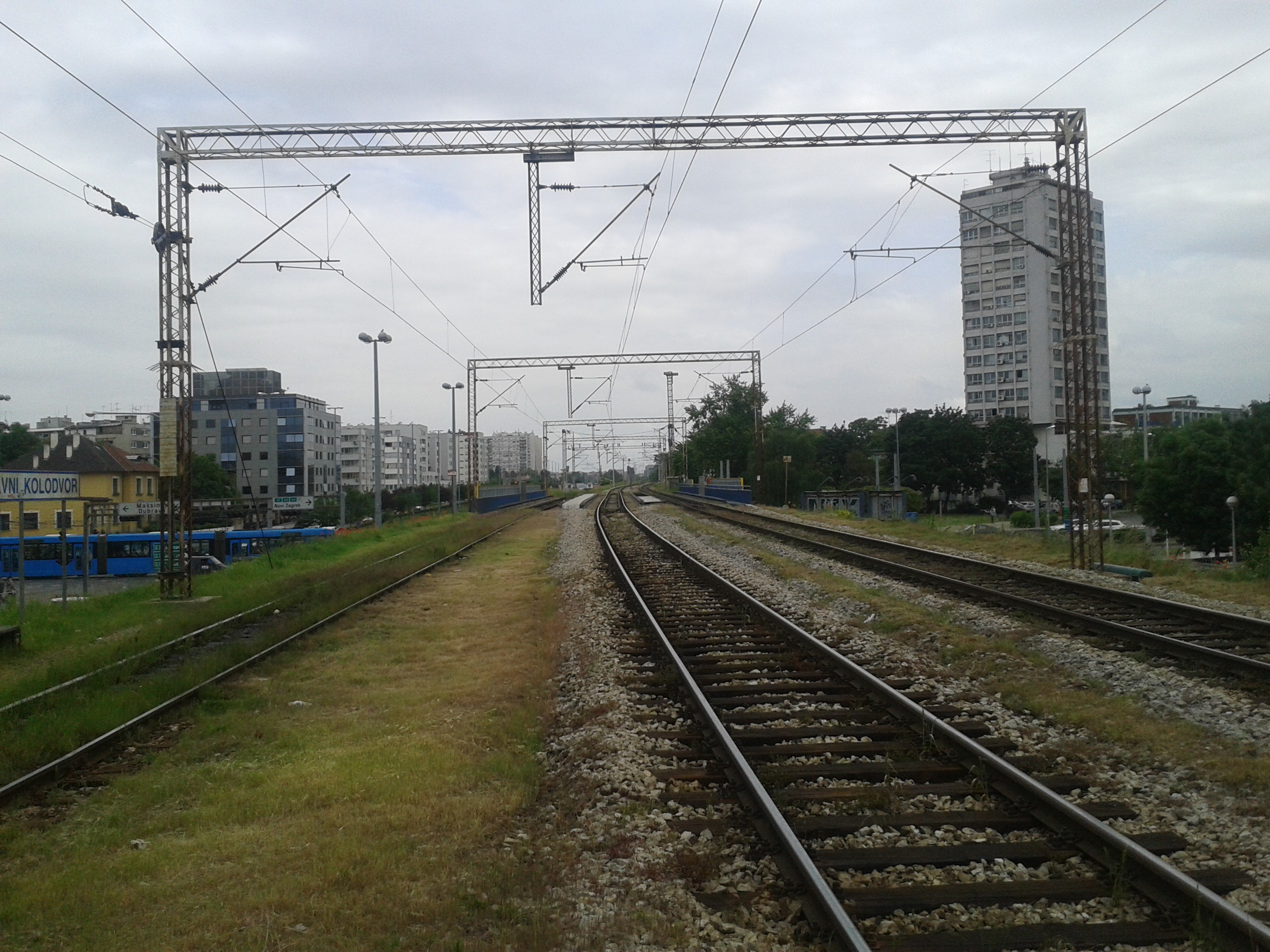
Trať v Záhřebu u třídy Strojarska.

Železniční trať Bělehrad–Záhřeb (srbsky/chorvatsky Žel(j)eznička pruga Beograd–Zagreb) spojuje hlavní města Srbska a Chorvatska. Na chorvatské straně je evidována pod číslem 40 a na srbské pod číslem 10. Celkem je dlouhá 412 km, z toho je 120 km na srbské straně území a 292 km na chorvatské. Během existence socialistické Jugoslávie se jednalo o nejvýznamnější trať na území státu. V současné době je trať součástí Panevropského koridoru X. 
Většinově je trať dvojkolejná a zajišťuje dopravu po území Slavonie a Sremu. Trať vede především v rovinaté krajině. Křížení silnic s tratí jsou úrovňová, na některých místech byly vybudovány mosty a viadukty, které trať překonávají (např. dálnice A3). 

## Historie
Trať byla budována po částech, které navazovaly na různé další tratě. Úsek ze Záhřebu do města Dugo Selo byl dokončen v roce 1870. O osm let později byl hotov úsek z města Vinkovci do Slavonského Brodu. V roce 1883 byla zprovozněna další část z města Sremska Mitrovica až do Zemunu (dnes v Bělehradě). V letech 1888 až 1889 byly dány do užívání dva úseky mezi městy Novska a Slavonski Brod. V roce 1891 byl otevřen úsek z města Vinkovci až do Sremské Mitrovice (přes dnešní státní hranici mezi oběma státy). Konečně v roce 1897 byl dobudován poslední úsek mezi městy Dugo Selo a Novska. Tím byla trať dokončena v celé své délce 412 km.
Až do roku 1918 sloužila trať jako vnitrostátní na území Uherska, resp. Chorvatska v rámci Uher. Její význam byl omezený. Po vzniku Království Srbů, Chorvatů a Slovinců se nicméně stala jednou z hlavních spojnicí země. Jugoslávské království investovalo nemalé prostředky do rozvoje tratě. V druhé polovině 20. let 20. století byla proto trať zdvoukolejněna. 
Během druhé světové války měla trať klíčový význam pro zásobování balkánských válčišť surovinami a vojáky z Německa. Byly zde prováděny různé akce ze strany partyzánů. Na jaře 1945 byla trať poničena stahující se německou armádou pomocí speciálních radlic, které přetrhaly prahy mezi kolejnicemi.
Po této trati projížděl v letech 1919 až 1977 vlak Orient expres. Na této trati byl v roce 1983 dosažen rychlostní rekord na chorvatské železnici, a to 181 km/h[zdroj?] a to na úseku mezi městy Novska a Nova Gradiška.
V roce 1970 byla dokončena elektrizace trati. V souvislosti s tím[zdroj?] byla provedena i modernizace trati. Během chorvatské války za nezávislost bylo poničeno 33,5 km trati mezi městy Vinkovci a Tovarnik. 
Některé její části byly přebudovány na cestovní rychlost 200 km/h, která však vzhledem k špatnému technickému stavu trati není v současné době dosažitelná. V roce 2018 bylo podepsáno memorandum o spolupráci mezi Chorvatskem a Srbskem, na základě něhož bude trať zmodernizována a cestovní rychlost by se měla mezi oběma městy zkrátit až na polovinu současné doby 7,5 h pro osobní vlaky. Investice má výši 1,5 miliardy EUR a má se na ní do značné míry podílet EU.

## Stanice
- Bělehrad
- Novi Beograd
- Nova Pazova
- Stara Pazova
- Ruma
- Sremska Mitrovica
- Šid
- státní hranice Srbsko/Chorvatsko
- Tovarnik
- Vinkovci
- Strizivojna-Vrpolje
- Slavonski Brod
- Nova Kapela-Batrina
- Nova Gradiška
- Novska
- Banova Jaruga
- Kutina
- Ivanić Grad
- Dugo Selo
- Sesvete
- Záhřeb